# The Stig-Helmer Story
The Stig-Helmer Story är en svensk komedifilm  i regi av Lasse Åberg med Lasse Åberg och Jon Skolmen i huvudrollerna. Filmen hade Sverigepremiär den 25 december 2011, exakt tolv år efter att den föregående filmen hade premiär. Det är den sjätte filmen i serien om Stig-Helmer Olsson.

## Handling
En åldrande Stig-Helmer leker fortfarande med sin modelljärnväg. En dag överraskar han en klottrare varpå han själv blir gripen för att ha klottrat. På polisstationen träffar han en gammal fiende från skoltiden, mobbaren Biffen, vilket sätter igång gamla minnen från barn- och ungdomen. För sin vän Ole berättar Stig-Helmer om sitt liv som ung; uppväxten på 1950-talet och hans unga vuxentid, men särskilt den stora kärleken Annika. Ole kommer på idén att försöka ta kontakt med Annika igen.

## Rollista
- Lasse Åberg – Stig-Helmer Olsson, 71 år
- Tobias Jacobsson – Stig-Helmer Olsson, 20 år (röst av Lasse Åberg[3])
- Filip Arsic Johnsson – Stig-Helmer Olsson, 12 år
- Jon Skolmen – Ole Bramserud
- Tove Edfeldt – Hjördis
- Bill Hugg – Julle
- Ida Högberg – Annika, 18 år
- Jonas Bane – Biffen, 20 år
- Nils Bodner – Biffen, 12 år
- Andreas Nilsson – Majoren
- Stefan Sauk – Biffens pappa
- Elisabet Carlsson – Märta
- Cecilia Ljung – Svea
- Lasse Haldenberg – Bärsen
- Sven Melander – Berra Olsson
- Patrick Jakobsson - Mr. Han
- Claes Månsson - Sven Jerring
- Stig Engström - Biffen (Birger) som gammal
- Viktor Åkerblom
- Nils Moritz
- Tomas Laustiola
- Jonas Uddenmyr
- Sofia Bach
- Polly Kisch
- Steve Kratz
- Per-Gunnar Hylén
- Thomas Hedengran
- Carla Abrahamsen
- Jakob Setterberg
- Emma Molin
- Ulla Skoog - diverse röster

## Produktion

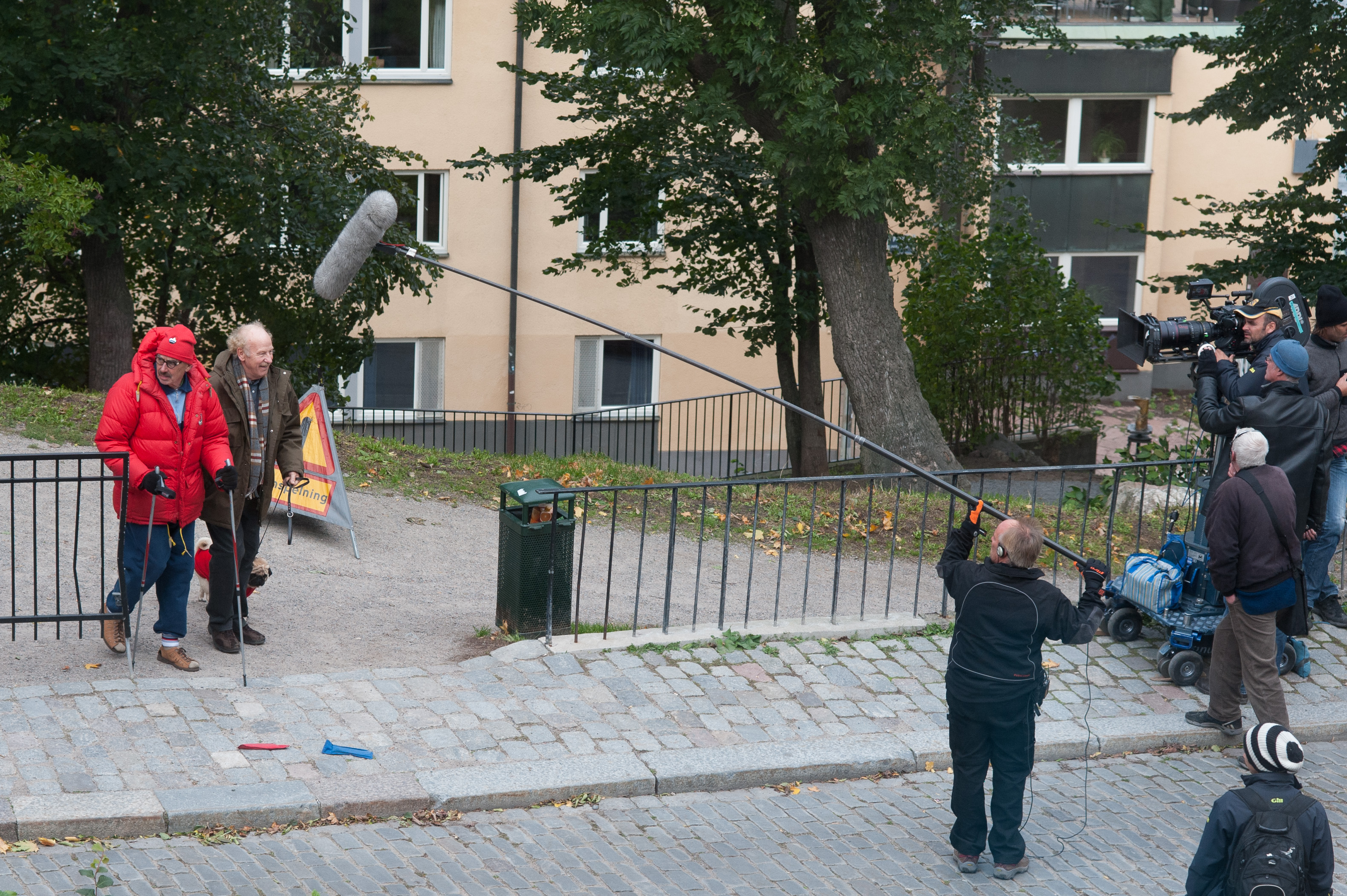
Lasse Åberg och Jon Skolmen vid inspelningen av The Stig-Helmer Story på Mosebacke torg i Stockholm, september 2010.

Filmen planerades först att premiärvisas under julhelgen 2009, men premiären sköts på framtiden. I november 2009 uttalade sig Lasse Åberg på nytt om uppföljaren och sade att "det är en rätt god prognos" att få se Stig-Helmer på vita duken igen. I september 2010 meddelades det att filmen kommer tilldelas ett statligt filmstöd på fem miljoner kronor. Filmen gick från början under arbetsnamnet En störd nörds börd.

## Mottagande
The Stig-Helmer Story sågs av 167 297 svenska biobesökare 2011 och blev det året den sjätte mest sedda svenska filmen det året och 252 847 biobesökare i Sverige 2012 och blev det året den sjunde mest sedda svenska filmen i Sverige.
Filmen mottogs med blandad kritik av filmrecensenter, några exempel:
- Aftonbladet: 3/5[10]
- Expressen: 2/5[11]
- Metro: 3/5[12]
- Svenska Dagbladet: 4/6[13]
- Dagens Nyheter: 2/5[14]

## Priser
Filmens scenograf Cian Bornebusch nominerades till en Guldbagge 2012 för bästa scenografi.

## Fildelningsmål
2013 dömdes en man till fem månaders fängelse för brott mot upphovsrätten. En av filmerna som han hade fildelat var The Stig-Helmer Story och för delning av den enda filmen krävde filmbolaget ett skadestånd på 12,5 miljoner kronor.

### Fotnoter
1. 1 2 3 4 5 6 7 8 9 10 11 12 13 14 15 16  The Stig-Helmer Story (2011), Svensk Filmdatabas, Svenska Filminstitutet, läs online, läst: 8 april 2025.[källa från Wikidata]
2. ↑  ”The Stig-Helmer Story”. Svensk filmdatabas. 25 december 2011. http://www.sfi.se/sv/svensk-filmdatabas/Item/?itemid=72215&type=MOVIE&iv=Basic. Läst 15 oktober 2016.
3. ↑  ”Stig-Helmers barndom – inte alltid så rolig”. Metro. 22 december 2011. Arkiverad från originalet den 10 augusti 2016. https://web.archive.org/web/20160810090647/http://www.metro.se/noje/stig-helmers-barndom-inte-alltid-sa-rolig/EVHklv!tuDSyuxMvV82/. Läst 5 maj 2016.
4. ↑  TT Spektra (28 april 2009). ”Åberg skjuter upp "Sällskapsresan" 6”. Svenska Dagbladet. http://www.svd.se/kulturnoje/nyheter/artikel_2808019.svd. Läst 23 juni 2009.
5. ↑  Asserbäck, Emily (25 november 2009). ”Musikal för Åberg – och Stig-Helmer gör comeback”. Aftonbladet. http://www.aftonbladet.se/nojesbladet/film/article6181770.ab. Läst 9 september 2010.
6. ↑  ”Fem miljoner till The Stig-Helmer Story”. Kulturnyheterna. SVT. 30 september 2010. https://www.svt.se/kultur/fem-miljoner-till-the-stig-helmer-story. Läst 2 oktober 2010.
7. ↑  Lillemägi, David (28 april 2009). ”Lasse Åberg ställer in nya "Sällskapsresan"”. Expressen. Arkiverad från originalet den 1 juni 2009. https://web.archive.org/web/20090601030558/http://www.expressen.se/noje/1.1549013/lasse-aberg-staller-in-nya-sallskapsresan. Läst 11 december 2011.
8. ↑  ”Filmåret i siffror 2011”. Svenska filminstitutet. https://www.filminstitutet.se/globalassets/2.-fa-kunskap-om-film/analys-och-statistik/publications/facts-and-figures/filmaret-i-siffror-2011.pdf. Läst 24 augusti 2022.
9. ↑  ”Filmåret i siffror 2012”. Svenska filminstitutet. 8 april 2012. https://www.filminstitutet.se/globalassets/2.-fa-kunskap-om-film/analys-och-statistik/publications/facts-and-figures/filmaret-i-siffror-2012.pdf. Läst 29 juli 2022.
10. ↑  http://www.aftonbladet.se/nojesbladet/film/recensioner/article14058705.ab
11. ↑  ”Arkiverade kopian”. Arkiverad från originalet den 2 januari 2012. https://www.webcitation.org/64OezR3p2?url=http://www.expressen.se/noje/recensioner/film/1.2657155/the-stig-helmer-story. Läst 26 december 2011.
12. ↑  ”Arkiverade kopian”. Arkiverad från originalet den 4 mars 2016. https://web.archive.org/web/20160304090815/http://www.metro.se/noje/recension-the-stig-helmer-story/EVHklv!ADX2H3tEycGls/. Läst 26 december 2011.
13. ↑  http://www.svd.se/kultur/film/bio/lasse-aberg-tuffar-vidare_6608974.svd
14. ↑  http://www.dn.se/kultur-noje/filmrecensioner/the-stig-helmer-story/
15. ↑  Linus Larsson. "Filmbolagen i ny offensiv mot fildelare", Dagens Nyheter, 17 mars 2015. Läst den 29 mars 2015.